# Mount Jefferson (Oregon)
Mount Jefferson ist ein inaktiver Stratovulkan der Kaskadenkette. Er ist mit 3199 m der zweithöchste Berg im US-Bundesstaat Oregon. Sein Gestein setzt sich im Wesentlichen aus Andesit, Basaltandesit und Dazit zusammen.
Mt. Jefferson ist stark zerklüftet und hat mehrere Gletscher. Seine Westseite wird von dem Naturschutzgebiet Mount Jefferson Wilderness und dem Willamette National Forest eingenommen. Die Ostseite gehört seit 1855 zur Warm Springs Indian Reservation, obwohl das Gebiet ursprünglich von den Molala besiedelt wurde, die jetzt weiter nordwestlich im Grand Ronde Indian Reservation leben.
Der Berg wurde 1806 durch die Teilnehmer der Lewis-und-Clark-Expedition nach Präsident Thomas Jefferson benannt, der die Expedition in Auftrag gegeben hatte. Nach der weiteren Erforschung Anfang des 19. Jahrhunderts gelang 1888 zwei Einwohnern aus Salem die Erstbesteigung. Die Erklimmung des Gipfels ist technisch sehr anspruchsvoll und gestaltet sich aufgrund der steilen, eisverkrusteten Felsen als schwierig.
Die letzte größere Eruptionsphase des Mount Jefferson selbst liegt ungefähr 15.000 Jahre zurück. Die vulkanische Aktivität scheint sich seitdem weiter südlich verlagert zu haben. Um 4500 v. Chr. und im Jahr 950 sind Lavaströme aus den monogenetischen Schloten Forked Butte und South Cinder Peak zu verzeichnen.